# DB Boulevard
I DB Boulevard sono un gruppo musicale house-pop italiano composto da Diego Broggio, Alfred Azzetto e Mauro Ferrucci.

## Storia
Il gruppo si forma a Padova nel 2001. Nel dicembre 2001 esce il singolo Point of View (scritto ed interpretato da Moony, al secolo Monica Bragato) che arriva al primo posto delle vendite in Italia (disco d'oro e di platino), al terzo in Gran Bretagna, al primo nella classifica Dance di Billboard USA, comparendo anche all'interno della serie televisiva americana Sex and the City nell'episodio Ragazza copertina.
Nello stesso anno i DB Boulevard vincono gli Italian Dance Awards e vengono candidati agli MTV Europe Music Awards del 2002 a Barcellona nella categoria Miglior Artista Dance.
Nel settembre 2002 pubblicano il loro secondo singolo Believe cantato da Louise Rose. Il brano arriva al primo posto in Australia, al terzo nella MTV Dance Chart, entra ancora una volta nella Top 20 UE e i DB Boulevard vengono nuovamente candidati agli Italian Dance Awards.
Nell'ottobre 2003 escono con il terzo singolo Hard Frequency avvalendosi questa volta della voce di Alessio Ventura (ex Dhamm) che scrive melodia e testo. Il brano diventa sigla di uno spot pubblicitario targato Garnier e raggiunge il terzo posto nella MTV Dance Chart.
I DB Boulevard trovano in Ventura il componente ideale per la voce, dopo un cambio di rotta stilistico (dalla disco-house alla canzone pop d'autore) si presentano al Festival di Sanremo 2004, questa volta con un brano in italiano dal titolo Basterà. Si avvalgono per questa esperienza di Bill Wyman, storico bassista dei Rolling Stones, e il loro produttore Mauro Ferrucci vince la statuetta come miglior produttore.
Dopo quest'esperienza pubblicano il loro primo album Frequencies, contenente tutti i loro precedenti singoli compreso Basterà.
L'11 giugno 2004 pubblicano il singolo Pronta a splendere e con questo partecipano al Festivalbar. Nel CD singolo sono inclusi anche diversi remix e Better day cantato in inglese dove Moony, già voce solista nel primo successo Point of View, partecipa ai cori.
Dopo un anno e mezzo di assenza dal mercato discografico, nel giugno 2006 ritornano con un singolo più fedele alla linea originale, Chance of a Miracle. L'interpretazione canora questa volta è stata affidata a JD Davis.
Nel 2022 in collaborazione con Alessandra Amoroso, esce il singolo Camera 209 che raggiunge la vetta della classifica di iTunes.

## Formazione

### Formazione attuale
- Diego Broggio
- Alfred Azzetto
- Mauro Ferrucci

### Ex componenti
- Alessio Ventura
- Rossano Palù

## Discografia

### Album in studio
- 2004 - Frequencies

### Singoli
- 2001 - Point of View
- 2002 - Believe
- 2002 - Hard Frequency
- 2004 - Basterà
- 2004 - Pronta a Splendere (Better Day)
- 2006 - Chance of a Miracle
- 2008 - You're the One
- 2022 - Camera 209 (con Alessandra Amoroso)